# جريمة دولية

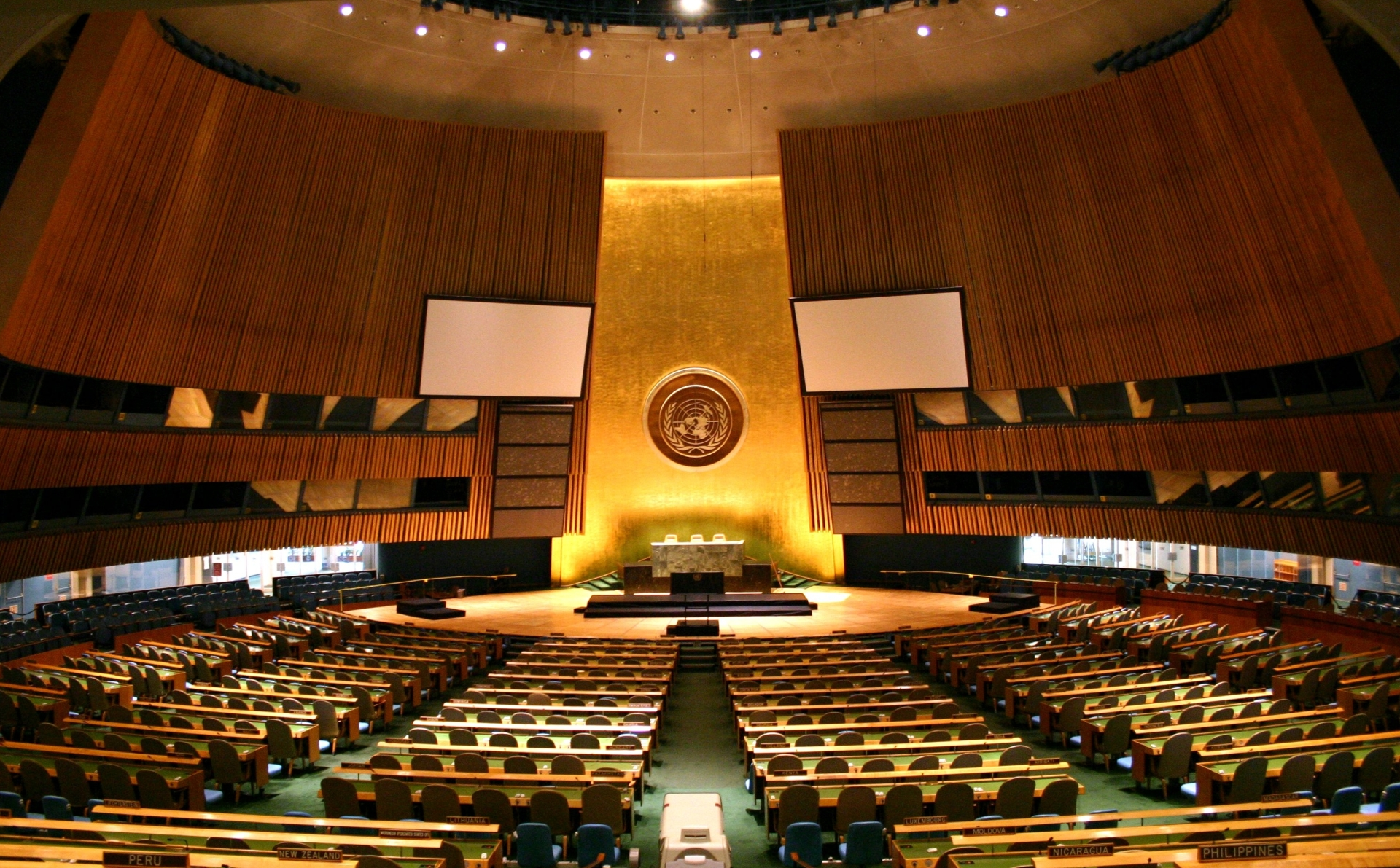
أنشئت الأمم المتحدة عام 1920، واتخذت لها مقراً في جنيف وهي مسؤولة عن تطبيق القانون الدولي

الجريمة الدولية أو الإجرام الدولي أو الجريمة العابرة للحدود هي تلك الجرائم التي تمتد تأثيراتها أو من المحتمل أن تمتد عبر الحدود بين الدول. بالإضافة إلى ذلك، تشمل الجرائم التي تحدث داخل دولة واحدة لكنها تعتبر مخالفة للقيم والمبادئ الأساسية التي يتفق عليها المجتمع الدولي بأسره. هذا المفهوم يُستخدم بكثرة في الأوساط القانونية والأكاديمية عند مناقشة الجرائم التي تتجاوز حدود دولة واحدة. هو تعبير حديث نسبياً وموضوعه لايزال غير محدد بدقة، يتحدث عن معاقبة المسؤولين عن ارتكاب جرائم بحق السلام، وجرائم الحرب، والجرائم ضد الإنسانية، وجريمة الإبادة الجماعية. 

## التاريخ
كان التعامل في القديم جارياً ومألوفاً على أن المنتصرين في الحروب، يأخذون نساء المنكسرين سبايا ورجالهم وأولادهم أرقاء. وكانت كل قسوة تستعمل في المعارك لكسبها مسوغة بقاعدة الغاية تبرر الوسيلة. ولم يحدث أن فكر أحد بمحاسبة مرتكبي هذه الجرائم، خشية أن تمس هذه المحاسبة مبدأ سيادة الدولة التي يعملون باسمها. وكان على المنكسرين انتظار فرصة قادمة للثأر. غير أن الأفكار أخذت تتطور منذ أواسط القرن التاسع عشر. فقد صدر عن قيادة الجيش الأمريكي بلاغ في عام 1863، نص على معاقبة مرتكبي بعض أفعال عنيفة في الأعداء أو الأسرى، من دون ضرورة تقتضيها العمليات الحربية. تداعت الأمم إلى عقد معاهدة جنيف عام 1864 التي تنص على منع ارتكاب الأعمال الفظيعة في أثناء الحروب، وتلتها معاهدة أخرى عقدت عام 1899 في لاهاي لتأكيد الأهداف نفسها. وبعد ذلك صدر عن رئاسة الأركان العامة للجيش الألماني عام 1902 بلاغ يمنع استعمال بعض أنواع الأسلحة الفتاكة، ويعاقب من يقتل الجرحى أو أسرى الحرب، كما يعاقب أعمال القسوة في المدنيين من سكان البلاد المحتلة، ويعد من يعبث بالملكية الفردية، من مجوهرات أو نقود، كمن يرتكب جريمة سرقة موصوفة. وقد كانت تعد فيما مضى غنائم حرب. وتبنّى قانون العقوبات العسكري الفرنسي عام 1913 نصوصاً مشابهة. وبعد ذلك أنشئت عصبة الأمم عام 1920، واتخذت لها مقراً في جنيف وأوجبت المادة 12 من صكها اللجوء إلى التحكيم أو القضاء أو وساطة المجلس التنفيذي للعصبة لحل كل الخلافات. ثم عقدت معاهدة بريان (الفرنسي) وكيلوغ (الأمريكي)، وقبلتها دول العصبة، وبموجب هذه المعاهدة عدت الحروب خارجة على القانون. أنشئت محكمة نورمبرغ الخاصة بمحاكمة كبار مجرمي الحرب، ومحاكم إقليمية لمحاكمة مجرمي الحرب الآخرين.